# Dorsoduro

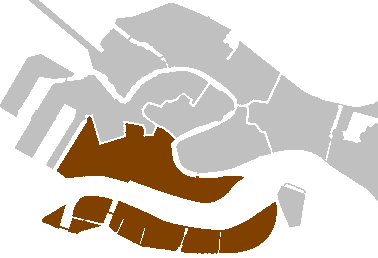
El sestiere de Dorsoduro en Venecia.

Dorsoduro es uno de los seis sestieri de Venecia (Italia). Incluye las zonas más altas de tierra de la ciudad y también la isla de Giudecca y Sacca Fisola. Su nombre deriva del italiano «cresta dura», debido a su tierra, comparativamente alta y estable.
El núcleo original de la zona era el Canal Giudecca, a lo largo del cual fueron construyéndose edificios desde el siglo VI. Para el siglo XI, se había difundido el asentamiento a lo largo del Gran Canal, mientras que edificios religiosos posteriores, incluyendo la Basílica de Santa María de la Salud y el muelle Zattere son actualmente sus principales hitos.
En el siglo XIX, la Academia se estableció en Dorsoduro, y el puente de la Academia la unió con el sestiere de San Marco, haciendo de él una zona cara, popular entre los estudiantes extranjeros, industrializándose su límite occidental y la Giudecca.
Otras atracciones en el barrio sobre las islas principales son el Museo Guggenheim de Venecia, Ca' Dario, San Trovaso, San Pantalón, San Nicolò da Tolentino, el Ospedale Giustinian, la San Sebastiano, el Palacio Ariani, el palacio Zenobio, la Iglesia de Santa María del Carmelo y la Scuola Grande dei Carmini, Campo Santa Margherita, Ca' Foscari, Ca' Rezzonico, Palacio Delfín de San Pantaleón (Ca' Dolfin) y Campo San Barnaba.

## Historia
La parte occidental del distrito se compone de la isla de Mendigola, que estaba entre las primeras zonas de la ciudad para ser colonizada, algunos siglos antes de que el Rialto se convirtió en el centro neurálgico de Venecia (810).
Dónde estaba esta isla se construyó más tarde la importante iglesia de San Nicolo dei Mendicoli en el siglo XI .
Las islas cercanas fueron colonizadas a partir de entonces hasta llegar a la Punta della Dogana, que toma su nombre del hecho de que aquí estaba la Dogana de Venecia.
La última área que fue recuperada, fue el área que se extiende entre el Mar Dogana hasta y el monasterio (en la práctica, donde hoy se levanta la basílica de Santa Maria della Salute).
Más allá del Gran Canal se puede ver la Plazza de San Marco, pero la única manera de llegar a pie, es cruzando puentes.